# When Time Expires
When Time Expires (conocida en España como Cuando se agote el tiempo) es una película de ciencia ficción y suspenso de 1997, dirigida por David Bourla, que a su vez la escribió, musicalizada por Todd Hayen, en la fotografía estuvo Dean Lent y los protagonistas son Richard Grieco, Cynthia Geary y Mark Hamill, entre otros. El filme fue realizado por Regent Entertainment, Showtime Networks y Welb Film Pursuits Ltd., se estrenó el 2 de enero de 1997.

## Sinopsis
Un procedimiento de calibración del tiempo, que parecía fácil, se vuelve desagradable para Travis Beck en el momento que se entera de que su expareja y un grupo de asesinos se encuentran en la ciudad, su único objetivo es impedir que termine su misión.